# Sainsbury Centre for Visual Arts

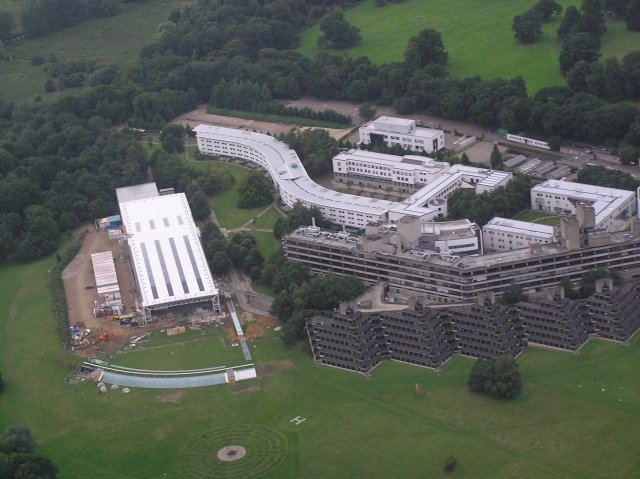
Luftaufnahme des Universitätsgeländes mit dem Sainsbury Centre for Visual Arts

Das Sainsbury Centre for Visual Arts ist ein Kunstmuseum und Bildungszentrum auf dem Campus der University of East Anglia (UEA) in Norwich, England auf einer Fläche von 6,186 m². Es wurde 1978 eröffnet und ist eines der ersten großen öffentlichen Gebäude, das zwischen 1974 und 1976 von den damals noch relativ unbekannten Architekten Norman Foster und Wendy Cheesman entworfen wurde. Das Zentrum ist bekannt für seine Sammlung von Kunst, Antiquitäten und Artefakten sowie für seine Architektur. Das Sainsbury Centre for Visual Arts hatte im Jahr 2023 rund 139.000 Besucher (Annual Review 2023).

## Geschichte
1973 schenkten Sir Robert und Lady Lisa Sainsbury der Universität ihre Sammlung von über 300 Kunstwerken und Objekten, die sie seit den 1930er Jahren zusammengetragen hatten. Seitdem ist die Sammlung auf mehrere tausend Werke angewachsen, die mehr als 5000 Jahre menschlichen Schaffens umfassen, darunter Kunstwerke von Jacob Epstein, Henry Moore (zahlreiche Skulpturen befinden sich auf dem Campus), Edgar Degas, Alberto Giacometti, Amedeo Modigliani, Chaim Soutine, Francis Bacon und Leonora Carrington sowie Kunst aus Afrika, Asien, Nord- und Südamerika, dem pazifischen Raum, dem mittelalterlichen Europa und dem antiken Mittelmeerraum.
Mit der Schenkung ihrer Sammlung ethnographischer Kunst und Kunst des 20. Jahrhunderts an die University of East Anglia im Jahr 1973 und einer Spende für ein neues Gebäude wollten Sir Robert und Lady Sainsbury das Sainsbury Centre zu einem akademischen und sozialen Zentrum auf dem Campus machen. Die Sainsburys teilten die Überzeugung, dass das Studium von Kunst eine Erfahrung sein sollte, die nicht an die traditionelle Trennung von Objekt und Betrachter gebunden ist. Aus diesem Grund ist das Sainsbury Centre weit mehr als eine herkömmliche Galerie, in der Kunst isoliert präsentiert wird.
Lisa Sainsburys Sammlung moderner Keramik (studio pottery) begann in den 1950er Jahren, als sie und ihr Mann Robert zum ersten Mal Arbeiten von Lucie Rie erwarben.
Eine bemerkenswerte Gruppe von Keramikgefäßen von Lucie Rie und Beispiele ihrer Arbeit in der Knopfproduktion während des Zweiten Weltkriegs bilden die Höhepunkte der Sammlung. Einige der Keramikknöpfe hat sie Issey Miyake, dem japanischen Modedesigner geschenkt.
Die Freundschaft der Sainsburys mit Lucie Rie führte sie zu den Keramiken von Hans Coper, die Robert Sainsbury als „Skulpturen“  betrachtete. Heute besitzt das Sainsbury Centre die größte öffentliche Sammlung von Hans Copers Keramiken, von denen viele nach seinem Tod 1981 von seiner Witwe gestiftet wurden.
Die Sammlung umfasst auch Werke von Ries und Copers Zeitgenossen wie Bernard Leach und Shoji Hamada. Weitere vertretene Künstler sind James Tower, Ewen Henderson, Claudi Casanovas, Rupert Spira, Jennifer Lee, Julian Stair, Sara Radstone, Gabrielle Koch und Ian Godfrey.

## Architektur

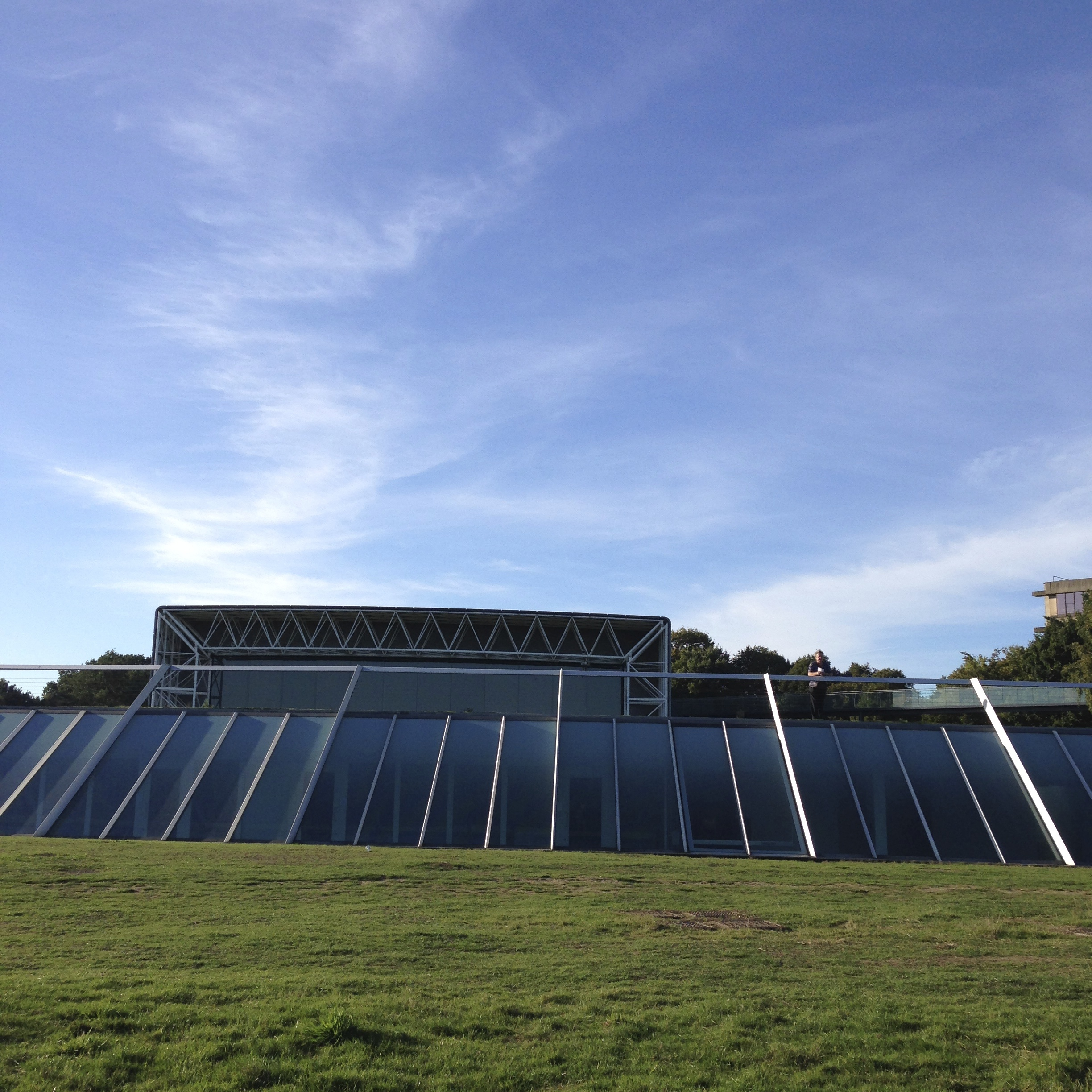
Oberlichter vom Gebäude des Sainsbury Centre for Visual Arts

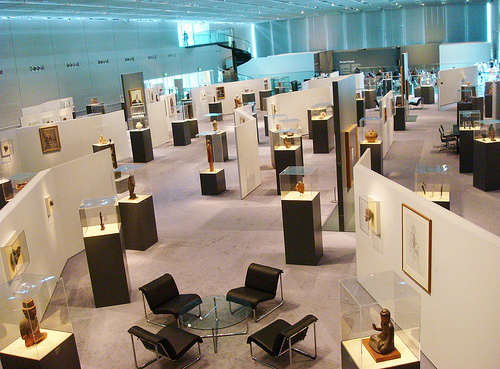
Innenraum

Das Sainsbury Centre ist ein Musterbeispiel für die High-Tech-Architektur, für die Norman Foster bekannt ist. Das Hauptgebäude steht auf einem abschüssigen Rasengrundstück und besteht aus einer großen quaderförmigen Stahlkonstruktion, die als multifunktionales Kunst- und Ausstellungshaus konzipiert wurde. Die Konstruktion zeichnet sich durch Transparenz und Flexibilität aus, da sie sowohl natürliches als auch künstliches Licht optimal nutzt. Eine Seite ist fast vollständig verglast, wobei das tragende Stahlskelett deutlich sichtbar ist. Im Inneren präsentiert sich das Museum als ein großer, offener Raum ohne Unterteilungen, die das Zusammenspiel von natürlichem und künstlichem Licht stören. Versorgungsleitungen, Beleuchtung, Toiletten und Wartungszugänge sind in dreieckigen Türmen und Trägern zwischen der Außenhaut und den inneren Aluminiumlamellen untergebracht.
Eine weitere finanzielle Unterstützung der Sainsburys im Jahr 1988 ermöglichte die Erweiterung des Gebäudes, um Platz für die Ausstellung der Werke im Depot zu schaffen, zusammen mit Einrichtungen für Kuratoren und Konservatoren und einem Raum für Ausstellungen und Konferenzen, was dem Zentrum eine größere Flexibilität in seiner Programmgestaltung ermöglicht. Der neue Flügel erweiterte das Gebäude unterirdisch und nutzt die Konturen des Geländes, um sich in Form eines gläsernen Halbmondes in die Landschaft einzuschneiden. Im Jahr 2006 wurde ein weiteres Verbesserungsprogramm abgeschlossen, das eine interne Verbindung zwischen den Galerien des Hauptgebäudes und des Crescent Wing, ein neues Bildungszentrum, zusätzliche Ausstellungsflächen sowie einen verbesserten Shop, ein Café und andere Besuchereinrichtungen vorsah. Das Gebäude selbst ist ein bedeutendes Beispiel für modernes Design und hat die Entwicklung der Museumsarchitektur weltweit beeinflusst.

## Auszeichnungen
- 1978: Auszeichnung des Royal Institute of British Architects
- 1978: Finniston-Preis für Baustahl
- 1979: R.S. Reynolds Gedenkpreis
- 1979: Auszeichnung des Britischen Fremdenverkehrsamtes
- 1980: 6. Internationaler Preis für Architektur, Brüssel
- 1980: Ambrose Congreve Preis
- 1980: Auszeichnung „Museum des Jahres“
- 2007: LABC East Anglia Built-In Quality Award - Bestes öffentliches Gemeinschaftsprojekt, lobende Erwähnung

## Ausstellungskonzept

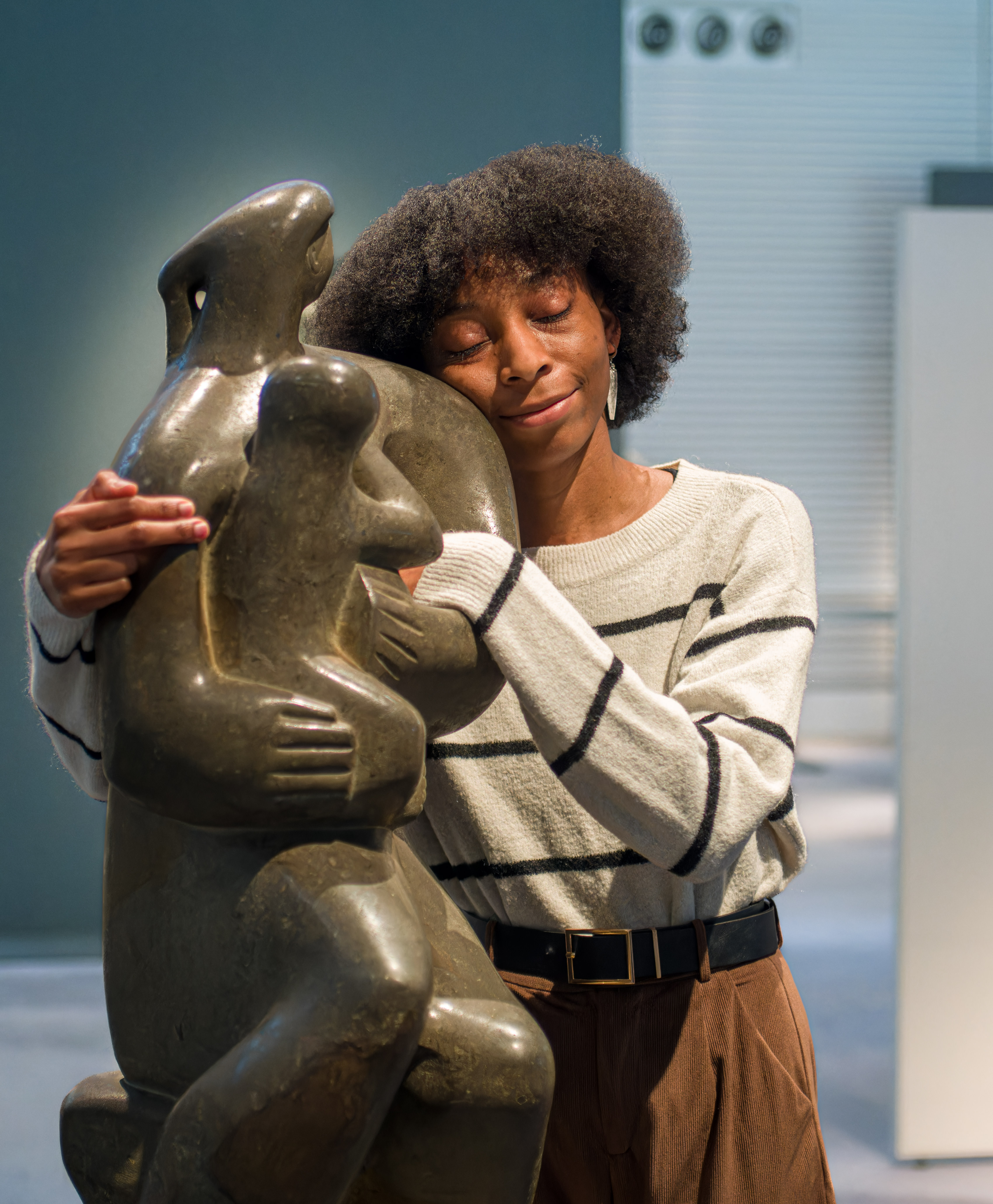
Eine Besucherin des Sainsbury Centre umarmt Henry Moores Skulptur Mother and Child.

Im Rahmen der radikalen Neugestaltung des Ausstellungs- und Präsentationskonzepts der Sammlung 2023 unter dem neuen Direktor Jago Cooper wurde das Sainsbury Centre zum weltweit ersten Museum, das Kunstwerke als „lebendige“ Objekte betrachtet. Das Motto des Zentrums „Living Art Sharing Stories“ (Lebendige Kunst, die Geschichten erzählt) zielt darauf ab, den Objekten in der Sammlung eine Rolle zu geben und es den Besuchern zu ermöglichen, eine Beziehung zu den Kunstwerken aufzubauen.
Aus diesem Grund wurde die Programmgestaltung für 2023 radikal verändert, weg von einem traditionellen Ansatz hin zu einem Konzept, das die Kunst befähigt, Antworten auf die großen Fragen des Lebens zu geben. Zu den jüngsten und kommenden Ausstellungen gehören Themen wie What is Truth (Was ist Wahrheit?) und Why Do We Take Drugs? (Warum nehmen wir Drogen?).

## Trivia
- Im Juni 2014 wurden im und am Sainsbury Centre for Visual Arts einige Szenen für die 2015er Kinofilme Avengers: Age of Ultron und Ant-Man gedreht.[8][9]